# Iambiodes incerta
Iambiodes incerta là một loài bướm đêm trong họ Noctuidae.